# 숲사랑소년단
한국숲사랑청소년단, 이전 명칭 숲사랑소년단은 1991년 7월 24일 김명전이 설립한, 대한민국 산림청 소관의 사단법인이다. 1989년 설립된 한그루녹색회를 전신으로 1991년 숲사랑소년단으로 개명한 뒤, 나무 심기 및 교육 활동을 병행해왔다.

## 명칭
월간중앙과의 인터뷰에서, 김명전 이사장은 KBS 기자 시절 출장지였던 독일에 숲이 많은 것을 보고 환경 문제에 관심을 갖게 되었다고 진술했다. 김명전은 매연 문제가 심각했던 서울과 환경 보호 문제가 대두되지 않던 당시의 한국을 회상하며, '나부터 실천해 보자'는 마음으로 1989년 한그루녹색회를 설립했다고 인터뷰했다. 한그루녹색회는 '5000만 국민 한 사람이 1년에 나무 한 그루를 심으면 그만큼 국토가 푸르러질 것'이라는 의미가 담긴 이름이라고 한다. 이후 이름을 숲사랑소년단으로 개칭했고, 2018년에는 산림청의 산림교육법 시행령 개정과 더불어 한국숲사랑청소년단으로 바뀌었다.

## 활동
한국숲사랑청소년단은 '푸른숲선도원', '그린레인저', '숲사랑소년단' 등의 이름으로 2016년 기준 30년간 70만명의 단원을 유치해 왔다. 1993년 푸른숲선도원 식목 행사에는 김영삼 대통령도 참여했다. 
숲사랑소년단의 청소년 활동은 크게 체험학습, 리더십, 자원봉사, 국제교류 등으로 나뉜다. 2017년 숲사랑소년단은 한국산림복지진흥원과 산림 교육 프로그램 협력 관련 협약을 맺었다. 2013년부터는 생명보험사회공헌위원회와 삼성생명의 후원을 받아, 산림청과 협업하여 2018년 몽골 숲 탐방 2019년 백두산 탐방 등 체험학습 활동을 진행하였다.

## 같이 보기
- 한국산림과학고등학교